# Mycalesis phamis
Mycalesis phamis är en fjärilsart som beskrevs av Talbot och Corbet 1939. Mycalesis phamis ingår i släktet Mycalesis och familjen praktfjärilar. Inga underarter finns listade i Catalogue of Life.